# San Giorgio di Piano (stacja kolejowa)
San Giorgio di Piano (wł. Stazione di San Giorgio di Piano) – stacja kolejowa w San Giorgio di Piano, w prowincji Bolonia, w regionie Emilia-Romania, we Włoszech. Znajduje się na linii Bolonia – Ankona. 
Według klasyfikacji Rete Ferroviaria Italiana ma kategorią brązową.

## Linie kolejowe
- Linia Bolonia – Ankona